# Щёкино (Курская область)
Щекино́ — село в Рыльском районе Курской области. Административный центр Щекинского сельсовета.

## География
Село находится на реке Рыло (приток Сейма), в 123 км западнее Курска, в 23 км западнее районного центра — города Рыльск.
Климат
Щекино, как и весь район, расположено в поясе умеренно континентального климата с тёплым летом и относительно тёплой зимой (Dfb в классификации Кёппена).
| Показатель                                                                   | Янв. | Фев. | Март | Апр. | Май  | Июнь | Июль | Авг. | Сен. | Окт. | Нояб. | Дек. | Год  |
| ---------------------------------------------------------------------------- | ---- | ---- | ---- | ---- | ---- | ---- | ---- | ---- | ---- | ---- | ----- | ---- | ---- |
| Средний суточный максимум, °C                                                | −3,6 | −2,5 | 3,4  | 13,2 | 19,4 | 22,7 | 25   | 24,4 | 18,2 | 10,8 | 3,8   | −0,8 | 11,2 |
| Средняя температура, °C                                                      | −5,7 | −5,1 | −0,3 | 8,4  | 14,7 | 18,4 | 20,7 | 19,8 | 14   | 7,4  | 1,6   | −2,7 | 7,6  |
| Средний суточный минимум, °C                                                 | −8,1 | −8,3 | −4,4 | 2,9  | 9,1  | 13   | 15,7 | 14,7 | 9,7  | 4    | −0,7  | −4,9 | 3,6  |
| Норма осадков, мм                                                            | 50   | 44   | 48   | 49   | 63   | 69   | 82   | 51   | 57   | 54   | 49    | 49   | 665  |
| Источник: Погода по месяцам c ru.climate-data.org(дата обращения: Июнь 2021) |      |      |      |      |      |      |      |      |      |      |       |      |      |

## Население
| 2002 | 2010 |
| ---- | ---- |
| 293  | ↘246 |

## Инфраструктура
Администрация Щекинского сельсовета. МБОУ Щекинская СОШ (общеобразовательная школа). Отделение почтовой связи Щекино 307352. Вышка сотовой связи (инженерная инфраструктура). Пляж. Щекинский фельдшерско-акушерский пункт (амбулатория, здравпункт, медпункт). Щекинское кладбище.

## Транспорт
Щекино находится в 5,5 км от автодороги регионального значения 38К-017 (Курск — Льгов — Рыльск — граница с Украиной), в 10,5 км от автодороги 38К-040 (Хомутовка — Рыльск — Глушково — Тёткино — граница с Украиной), в 5 км от автодороги межмуниципального значения 38Н-558 (Рыльск — Дурово — Ломакино — граница с Глушковским районом), в 4 км от автодороги 38Н-560 (38Н-558 — Кулига — Боброво), на автодороге 38Н-355 (38К-017 — Карьково-Каменка с подъездами к с. Коренское с. Дугино — 38Н-560), в 15,5 км от ближайшей ж/д станции Рыльск (линия 358 км — Рыльск).
В 178 км от аэропорта имени В. Г. Шухова (недалеко от Белгорода).